# Pendeli
Pendeli (řecky Πεντέλη; ve starověku Pendelé - Πεντέλη; do 19. století známé také jako Kufos, řecky Κουφός) je město v Řecku, v kraji Attika, jižně od Atén. Žije v něm kolem 9 000 obyvatel. Město je postaveno pod vrchem Pendeli oros (Pendeliko oros), kde se nachází mramorový kamenolom, kde se těží světoznámý pentelský mramor. 

## Dějiny
Město bylo založeno již ve starověku a právě zde se těžil nejkvalitnější řecký mramor, který byl použit i na stavbu Akropole v Aténách, chrámu boha Jupitera v Římě a na aténské budovy pocházející z 19. století. V 10. století zde byl založen velký klášter Íra Moni Pendeli - Svatý pendelský klášter (Ιερά Μονή Πεντέλης) na Pendelské hoře.
Během turecké okupace bylo město opuštěné, obydlený byl pouze klášter s pár mnichy. V 19. století po osvobození Řecka město obnovili řečtí pastýři - Sarakacani z nedalekého Maratonu, kteří se zde usadili a vytvořili zde osadu Kufos. Počátkem 20. století se ve městě usadili Řekové z Kykladských ostrovů, kteří sem přišli pracovat do mramorového kamenolomu. Později se zde usadili další obyvatelé z Peloponésu a z Epiru. V Pendeli stojí i palác z 19. století, Kastelo tis Rododafni (Καστέλο της Ροδοδάφνης), který navrhoval slavný řecký architekt Stamathis Kleanthis pro hraběnku Elisu z Piacenze.      